# Pomacentrus littoralis
Pomacentrus littoralis är en fiskart som beskrevs av Cuvier, 1830. Pomacentrus littoralis ingår i släktet Pomacentrus och familjen Pomacentridae. Inga underarter finns listade i Catalogue of Life.